# Walter Hickel

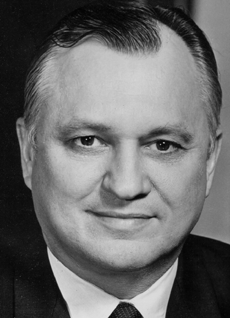
Walter Hickel

Walter Joseph „Wally“ Hickel (* 18. August 1919 bei Claflin, Barton County, Kansas; † 7. Mai 2010 in Anchorage, Alaska) war ein US-amerikanischer Politiker und zweimaliger Gouverneur des Bundesstaates Alaska für die Republikanische Partei (1966–1969) und die Alaskan Independence Party (1990–1994).

## Werdegang
Der aus Kansas stammende Walter Hickel zog 1940 ins Alaska-Territorium. Als die Vereinigten Staaten in den Zweiten Weltkrieg eintraten, war er als ziviler Flugwartungsinspektor für die Army Air Forces tätig. Nach dem Krieg gründete er 1947 ein Bauunternehmen, das zu einer Großfirma aufstieg. Ferner setzte er sich für Alaskas Aufnahme als Bundesstaat in die Vereinigten Staaten ein. Nachdem dieses Ziel erreicht war, wurde er zum zweiten Gouverneur von Alaska gewählt. Dabei setzte er sich zunächst in der Primary gegen Bruce B. Kendall durch, bei der eigentlichen Wahl dann gegen Amtsinhaber Bill Egan. Er übte dieses Amt vom 5. Dezember 1966 bis zum 29. Januar 1969 aus und trat zurück, als ihn Präsident Richard Nixon 1969 zum Innenminister in sein Kabinett berief.
Hickel engagierte sich für den Umweltschutz. Er unterstützte ein Gesetz, das Erdölgesellschaften für Ölbohrkatastrophen haftbar machte, und forderte Umweltsicherheitsklauseln beim Bau der Trans-Alaska-Pipeline ein. Nachdem er Präsident Nixons Haltung zu den studentischen Demonstrationen gegen den Vietnamkrieg scharf kritisiert hatte, verschlechterten sich seine Beziehungen zum Präsidenten, bis Hickel 1970 zum Rücktritt gezwungen wurde.
Im Jahr 1990 kandidierte Hickel ein weiteres Mal für das Amt des Gouverneurs von Alaska. Allerdings trat er nicht für die Republikaner an, die Staatssenatorin Arliss Sturgulewski nominiert hatten, sondern für die Alaskan Independence Party. Deren Parteiführung sah die Möglichkeit, die Stimmen konservativer Republikaner zu gewinnen, die von der Nominierung der eher liberalen Sturgulewski enttäuscht waren; ihr eigentlicher Kandidat John Howard Lindauer verzichtete dann zugunsten von Hickel, der die Wahl mit 38,9 Prozent der Stimmen vor dem Demokraten Tony Knowles (30,9 Prozent) und Arliss Sturgulewski (26,2 Prozent) gewann und am 3. Dezember 1990 ins Amt eingeführt wurde. Da er mit seiner neuen Partei zwar in grundsätzlichen politischen Fragen übereinstimmte, jedoch deren Programmatik eines unabhängigen Alaska nicht teilte, kehrte er im April 1994 zu den Republikanern zurück. Hickels Amtszeit endete am 5. Dezember 1994; zur Wiederwahl trat er nicht mehr an.
Walter Hickel war mit Ermalee Strutz verheiratet, mit der er sechs Söhne bekam.